# Acem Özler
Acem Özler (* 1959 in Kahramanmaraş) ist ein türkischer Autor und literarischer Übersetzer, der in Berlin lebt.

## Leben
Özler kam nach Deutschland, um Psychologie an der Berliner Technischen Universität zu studieren. Neben eigenen Werken übertrug er Gedichte anderer Autoren ins Deutsche und Türkische.

## Veröffentlichungen
- Eski Bir Bellekle (1992)
- Yarım Damla (1993, Anthologiebeitrag zur deutsch-türkischen Literatur)
- Yaş Kırk Artık, Yom Yayınları, 2013, Türkisch, ISBN 978-9944-427-06-7

### Literarische Übersetzungen
- Pablo Neruda: Sorular Kitabı (1987, mit Jörg Spötter, Şahap Eraslan und Broy Yayınları), Originaltitel: El libro de las preguntas (deutsch: Buch der Fragen), ISBN 978-1-55659-160-0
- Gültekin Emre: Liebe und Miniaturen: Gedichte (1991, mit Jörg Spötter), BABEL Verlag B. Tulay, ISBN 978-3-928551-02-1